# Georges Köhler
Georges Jean Franz Köhler fréquemment appelé Georges J.F. Köhler (né le  17 avril 1946 à Munich et mort le 1er mars 1995) à  Fribourg-en-Brisgau) est un immunologiste allemand.

## Biographie
Il a reçu, avec César Milstein et Niels Jerne, la même année le Prix Lasker et le prix Nobel de médecine en 1984 pour ses travaux sur le système immunitaire et sur la production d'anticorps monoclonaux.
Il devient le directeur l'Institut Max Planck de Fribourg, poste qu'il occupera jusqu'à sa mort.

## Distinctions et hommage
- 1983 : docteur honoris causa de l'université de Hasselt[2]
- L'astéroïde (11775) Köhler a été nommé en son honneur.